# Долгушин Микита Олександрович
Мики́та Олекса́ндрович Долгу́шин (*8 листопада 1938, Ленінград — † 10 червня 2012, Санкт-Петербург) — російський та радянський актор балету, хореограф, педагог-репетитор, народний артист СРСР (1988).

## Життєпис
Микита Долгушин працював в Кіровському театрі (нині — Маріїнський театр), де виконав провідні партії практично у всіх класичних балетах, — однак, у певний момент його інтерес до сучасної хореографії виявився важливішим за співпрацю із найвідомішою трупою СРСР і світу, яка скептично ставилася до художніх експериментів.
Долгушин відправився до Новосибірського театру, де з успіхом розробляв музичні та хореографічні твори XX століття, співпрацював з Петром Гусєвим, Юрієм Григоровичем та іншими видатними діячами балету.
В 1990-ті роки Долгушин був художнім керівником Театру опери та балету при Санкт-Петербурзькій Консерваторії. Впродовж кількох останніх років Микита Долгушин працює в Михайлівському театрі, де тренує солістів. У 2007 році Долгушин виступив хореографом-постановником нової редакції балету «Жизель», реалізованій на сцені Михайлівського театру.